# Wola Bykowska
Wola Bykowska – osada w Polsce położona w województwie łódzkim, w powiecie piotrkowskim, w gminie Grabica.
W latach 1975–1998 miejscowość administracyjnie należała do województwa piotrkowskiego.

## Historia
Zapis z 1897 roku informuje, że właścicielami dóbr Wola Bykowska byli małżonkowie Kazimierz Szadkowski i Anna Olszowska.

## Zabytki
Według rejestru zabytków Narodowego Instytutu Dziedzictwa na listę zabytków wpisany jest obiekt:
- park dworski, pocz. XX w., nr rej.: 326 z 31.08.1983 i z 7.06.1994